# Sylvarena
Sylvarena és una població dels Estats Units a l'estat de Mississipi. Segons el cens del 2000 tenia 120 habitants.

## Demografia
Segons el cens del 2000, Sylvarena tenia 120 habitants, 50 habitatges, i 41 famílies. La densitat de població era de 17,9 habitants per km².
Dels 50 habitatges en un 30% hi vivien nens de menys de 18 anys, en un 60% hi vivien parelles casades, en un 16% dones solteres, i en un 18% no eren unitats familiars. En el 14% dels habitatges hi vivien persones soles el 6% de les quals corresponia a persones de 65 anys o més que vivien soles. El nombre mitjà de persones vivint en cada habitatge era de 2,4 i el nombre mitjà de persones que vivien en cada família era de 2,63.
Per edats la població es repartia de la següent manera: un 20% tenia menys de 18 anys, un 9,2% entre 18 i 24, un 29,2% entre 25 i 44, un 20,8% de 45 a 60 i un 20,8% 65 anys o més.
L'edat mediana era de 38 anys. Per cada 100 dones de 18 o més anys hi havia 81,1 homes.
La renda mediana per habitatge era de 24.375 $ i la renda mediana per família de 25.750 $. Els homes tenien una renda mediana de 28.750 $ mentre que les dones 20.750 $. La renda per capita de la població era de 29.869 $. Entorn del 10,8% de les famílies i el 21,4% de la població estaven per davall del llindar de pobresa.

## Poblacions més properes
El següent diagrama mostra les poblacions més properes.